# Sertularella tridentata
Sertularella tridentata är en nässeldjursart som först beskrevs av Jean Vincent Félix Lamouroux 1816.  Sertularella tridentata ingår i släktet Sertularella och familjen Sertulariidae. Inga underarter finns listade i Catalogue of Life.